# كارلوس سواريز
كارلوس سواريز (بالإسبانية: Carlos Suárez García-Osorio)‏ مواليد 23 مايو 1986 في آرنخويث، هو لاعب كرة سلة إسباني بدأ مسيرته الاحترافية في سنة 2004 ويحمل الرقم 12. يبلغ طوله 6 قدم 8 بوصة (2.0 م). يلعب حاليا مع بالونكيستو مالقا.

## فرق لعب لها
- سي بي إستوديانتس
- ريال مدريد بالونكيستو
- بالونكيستو مالقا

## روابط خارجية
- كارلوس سواريز على موقع الاتحاد الدولي لكرة السلة (الإنجليزية)
- كارلوس سواريز على موقع الدوري الأوروبي لكرة السلة (الإنجليزية)
- كارلوس سواريز على موقع الدوري الإسباني لكرة السلة (الإسبانية)
- كارلوس سواريز على موقع كرة السلة الأوروبية.كوم (الإنجليزية)
- كارلوس سواريز على موقع DraftExpress.com (الإنجليزية)
- كارلوس سواريز على موقع ريلجم (الإنجليزية)
- كارلوس سواريز على موقع بروبوليرز (الإنجليزية)
- كارلوس سواريز على موقع سبورتس رفرنس (الإنجليزية)